# Jean Voilier
Ne doit pas être confondu avec Claude Voilier.
Pour les articles homonymes, voir Voilier (homonymie).
Jean Voilier, de son vrai nom Jeanne Loviton, née le 1er avril 1903 à Paris 17e et morte le 20 juillet 1996 à Paris 8e, est une avocate, éditrice et romancière française.

## Biographie
Jeanne Loviton naît le 1er avril 1903 à Paris sous l'identité de Jeanne Louise Anne Élisabeth Pouchard, de père inconnu. Sa mère, née Juliette Louise Pouchard, est une artiste connue sous le nom de « Denise Fleury » : cette dernière épouse en 1913 l'éditeur Ferdinand Loviton (mort en janvier 1942), fondateur des éditions Domat-Montchrestien qui reconnaît sa belle-fille Jeanne la même année. Jeanne Loviton suit des études secondaires au lycée Fénelon et au collège Notre-Dame de Sion. Après avoir passé son baccalauréat, elle est licenciée en droit le 20 février 1925.
Elle obtient une carte d'avocat-stagiaire le 14 avril 1926 ; Maurice Garçon l'engage comme secrétaire durant environ une année. Si elle ne plaide pas à la cour, elle demeure inscrite au barreau comme avocat-conseil.
Elle épouse à 24 ans l'écrivain Pierre Frondaie, dont elle divorce en 1936. C'est à cette époque qu'elle commence ses activités de journaliste et publie sous le pseudonyme de Jean Voilier. Son premier roman, Beauté raison majeure, est publié en 1936 aux éditions Émile-Paul Frères. Elle écrit ensuite d'autres romans : Jours de lumière (1938), Ville ouverte en 1942, illustré par Paul Valéry.
Jeanne Loviton acquiert en 1939 le château de Béduer, dans le Lot, dont elle reste propriétaire jusqu'en 1985.
Elle vécut entre autres 11, rue de l'Assomption à Passy (Paris 16e), dans un hôtel particulier acquis avec son père Ferdinand en 1936, « tanière romantique » créée par Madeleine Castaing dans une ancienne dépendance du château de la Tuilerie remontant à Louis XVI ; son mobilier, conservé après la vente de cette propriété par sa fille adoptive Mireille Fellous-Loviton (1923-2020), fut mis en vente par celle-ci en 2015.
Elle publie un ouvrage pour la jeunesse, Les Manèges, en 1989 (Belfond-jeunesse).
Elle meurt à Paris le 20 juillet 1996. Elle est inhumée au cimetière Notre-Dame de Versailles, où sa tombe (Loviton) porte simplement son prénom : Jeanne.

### Vie privée
D'une beauté remarquée, Jeanne Loviton est aussi très connue dans le milieu littéraire français de son temps : très mondaine, elle aurait eu pour amants Jean Giraudoux, Saint-John Perse, Curzio Malaparte, Émile Henriot, Robert Denoël, Pierre Roland-Lévy et la féministe Yvonne Dornès. Elle eut, comme en témoigne leur correspondance, une liaison passionnée avec Paul Valéry — qui la surnommait Héra.

« Elle a été le dernier personnage romanesque de ce temps. »

— François Mauriac

### L'affaire Denoël
Le 2 décembre 1945, sur l'esplanade des Invalides à Paris, l'éditeur Robert Denoël — dont les biens sont en partie placés sous séquestre et sous le coup d'une enquête — est mystérieusement assassiné d'une balle dans le dos. Alors qu'il se rendait au théâtre dans sa Peugeot 302 noire en compagnie de Jeanne Loviton, un des pneus de la voiture aurait crevé. Le meurtre a été commis pendant qu'il aurait été en train de changer la roue, et alors que sa compagne se serait éloignée afin d'appeler un taxi. L'assassin ne fut jamais retrouvé et l'affaire non élucidée fut classée en 1950. Interrogée comme témoin principal, Jeanne Loviton fut suspectée de complicité de meurtre car son témoignage comportait des confusions. Cécile Denoël, la veuve de l'éditeur, l'accusa ouvertement, de même que Céline, de son exil danois, ce qui en fit « la figure la plus insultée de toute la comédie célinienne ».
Denoël avait des projets de remariage avec celle qu'il avait placée comme actionnaire principale de sa maison d'édition, via un montage financier complexe : Loviton était depuis octobre 1945, propriétaire du fonds via les éditions Domat-Monchrestien qu'elle possédait en propre. En décembre 1948, à la suite de la plainte de Cécile Denoël, et alors que la maison Denoël est acquittée de toutes charges, le tribunal de commerce de Paris estime cette vente simulée. Loviton fait appel et est déclarée en décembre 1950, seule gérante. Elle cède moins d'un an plus tard 90 % des parts aux éditions Gallimard,.

## Œuvre

### Ouvrages publiés
- Beauté raison majeure, Émile-Paul frères, 1936.
- Jours de lumière, Émile-Paul frères, 1938 ; rééd. avec des ill. de Paul Charlemagne, J. Ferenczi et fils, 1940.
- Ville ouverte, lithographies de Paul Valéry, Émile-Paul Frères, 1942.
- Les Manèges, Belfond, 1989.

### Les «archives Valéry»
Jeanne Loviton a conservé de sa relation avec Paul Valéry ce que l'on a appelé les « archives Valéry »; c'est pourquoi, lorsqu'elle confia la décoration intérieure de sa maison de Senneville (Guerville, Yvelines)  à Madeleine Castaing, étant ensuite en litige avec elle, elle évita d'aller demander une estimation de ses « archives » à son fils, l'expert Michel Castaing[pas clair][réf. nécessaire].

## Iconographie
Une photographie de Jeanne Loviton publiée sur le blog animé par Henri Thyssens, Robert Denoël, éditeur — lequel charge Jeanne Loviton de façon non neutre tout en fournissant de nombreuses sources documentées – a été reproduite dans le bulletin no 31, en janvier 2016, publié par l'association Mémoire de l'abbé Lemire, à la suite de la publication d'un article relatif à celle-ci.

### Presse
- Dominique Bona, « Jean Voilier, égérie dévoilée », in Le Figaro, 14 février 2008.

### Filmographie
- 2011 : Les Livres qui tuent, de Denys Granier-Deferre : jouée par Cécile Camp